# Fama
Fama (lat. fāma, iz latinske besede fari - govoriti) je v rimski mitologiji boginja poosebljenega glasu, govorice, novic.
Fama je Jupitrova glasnica in poosebitev ljudskih govoric, ki se hitro razširijo. Največkrat je upodobljena kot na sliki, lahko pa tudi kot demonka z mnogimi očmi, ušesi in jeziki.
Latinska beseda fāma, ki je sorodna z gr. besedo Φημη (phēmē) v pomenu govorica, glas, je izpeljanka iz praindoevropskega korena bhah prav tako v pomenu govoriti, pripovedovati. Danes v prenesenem pomenu besede pomeni fáma govorico, dober ali slab (ljudski) glas.